# قصر جمیلان
قصر جمیلان سنبلستان مربوط به دوره صفوی است و در اصفهان، سنبلستان، خیابان عبدالرزاق، کوی درب قصر واقع شده و این اثر در تاریخ ۱۶ فروردین ۱۳۷۷ با شمارهٔ ثبت ۱۹۸۹ به‌عنوان یکی از آثار ملی ایران به ثبت رسیده‌است.
محله سنبلستان که امروزه حدواسط دو خیابان عبدالرزاق و ابن سینا قرار دارد، یکی از شش محله اصلی اصفهان قدیم بوده است. کوچه «تل عاشقان»، بیمارستانی به‌جامانده از جنگ جهانی دوم به نام «امین»، زورخانه‌های قدیمی، «باغ سنبلستان»، «نقب زیرزمینی»، «مقبره بابانوش» و «قصر جمیلان» در این محله واقع شده‌اند.
قصری که می‌توانست تاج محل اصفهان باشد. قصری که پایه‌هایش بر بنیان عشق بوده است. نقل است که چون خسرو، سرش از سودای عشق شیرین بیرون شد، بر خوبرویی به نام شکر از اهالی اصفهان، دل می‌بندد.
خسرو قصر با شکوهی به جهت شکر می‌سازد و چهل مناره اطراف این قصر بنا می‌کند و از این‌روست که محله را «چلمان» یا «چهل مناره» می‌خوانند. سال‌ها می‌گذرد و این قصر به ویرانه‌ای تبدیل می‌شود.
سرانجام بار دیگر در زمان سلجوقیان، «ملکشاه سلجوقی» در همین محل، برای همسرش «ترکان خاتون» قصری بنا می‌کند و به نام قصر جمیلان تغییر نام می‌دهد.
در زمان ملکشاه سلجوقی، فرقه اسماعیلیه با خاندان سلجوقی دشمنی داشتند؛ به همین دلیل ساکنین قصر برای حفاظت از خود و رفت‌وآمد اهالی قصر، تونل‌های زیرزمینی در بیرون قصر می‌سازند که نقشه پیچیده‌ای داشته و فقط اهالی قصر نحوه عبور از این گذرگاه‌ها را می‌دانستند.
بعد از آن، در دوره صفویه، قصر جمیلان به مدرسه تبدیل می شود و نامش می شود: «سنبلستان». این مکان تاریخی که زمانی قصر بوده، زمانی دیگر مدرسه و زمانی دیگر کاروانسرا، امروزه عمارت خسته و فرسوده‌ای میان محله سنبلستان است.